# Розенхайм
 Тази статия е за града в Германия.  За окръга вижте Розенхайм (окръг).  
Розенхайм (на немски: Rosenheim) е град в Горна Бавария, Германия с 60 464 жители (на 31 декември 2013).
Разположен е на река Ин. Намира се на ок. 50 km от Мюнхен, на ок. 80 km от Залцбург и на ок. 110 km от Инсбрук. На ок. 25 km се намират няколко езера и Алпите.